# Spiken
Spiken ist ein Fischerdorf in der schwedischen Gemeinde Lidköping. Es liegt am Nordufer der Insel Kållandsö im Vänersee etwa 25 Kilometer nördlich der Stadt Lidköping. Vom Statistiska centralbyrån ist Spiken zusammen mit dem südlich Richtung des Inselinneren anschließenden Torp als Småort Spiken och Torp ausgewiesen, dessen Einwohnerzahl (Stand 2015) 95 auf einer Fläche von 50 Hektar betrug.

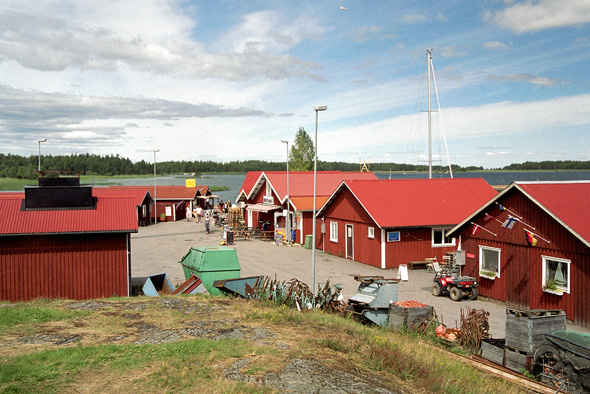
Blick auf Spiken

## Wirtschaft
Spiken, das als Fischerdorf mehrere hundert Jahre alt ist, gehört zu den größten Binnenseefischerhäfen Europas. Es ist Heimathafen für beinahe alle Berufsfischer im Vänersee. Gefangen werden vor allem Felchen, Hecht, Zander und Barsch (etwa 100 Tonnen jährlich pro Fischart), aber auch Lachs und andere. Der wichtigste Fisch ist aber die Zwergmaräne, von der aufgrund ihres exklusiven, in Schweden sehr beliebten Rogens (löjrom) etwa 200 Tonnen jährlich gefangen werden.
Spiken, das nur wenige Kilometer vom Schloss Läckö entfernt liegt, hat sich in den letzten Jahrzehnten auch zu einem beliebten Ausflugsziel entwickelt.
Am nordöstlichen Ortsrand liegt auch ein 10 Hektar großes Naturreservat.